# Odporność roślin na suszę

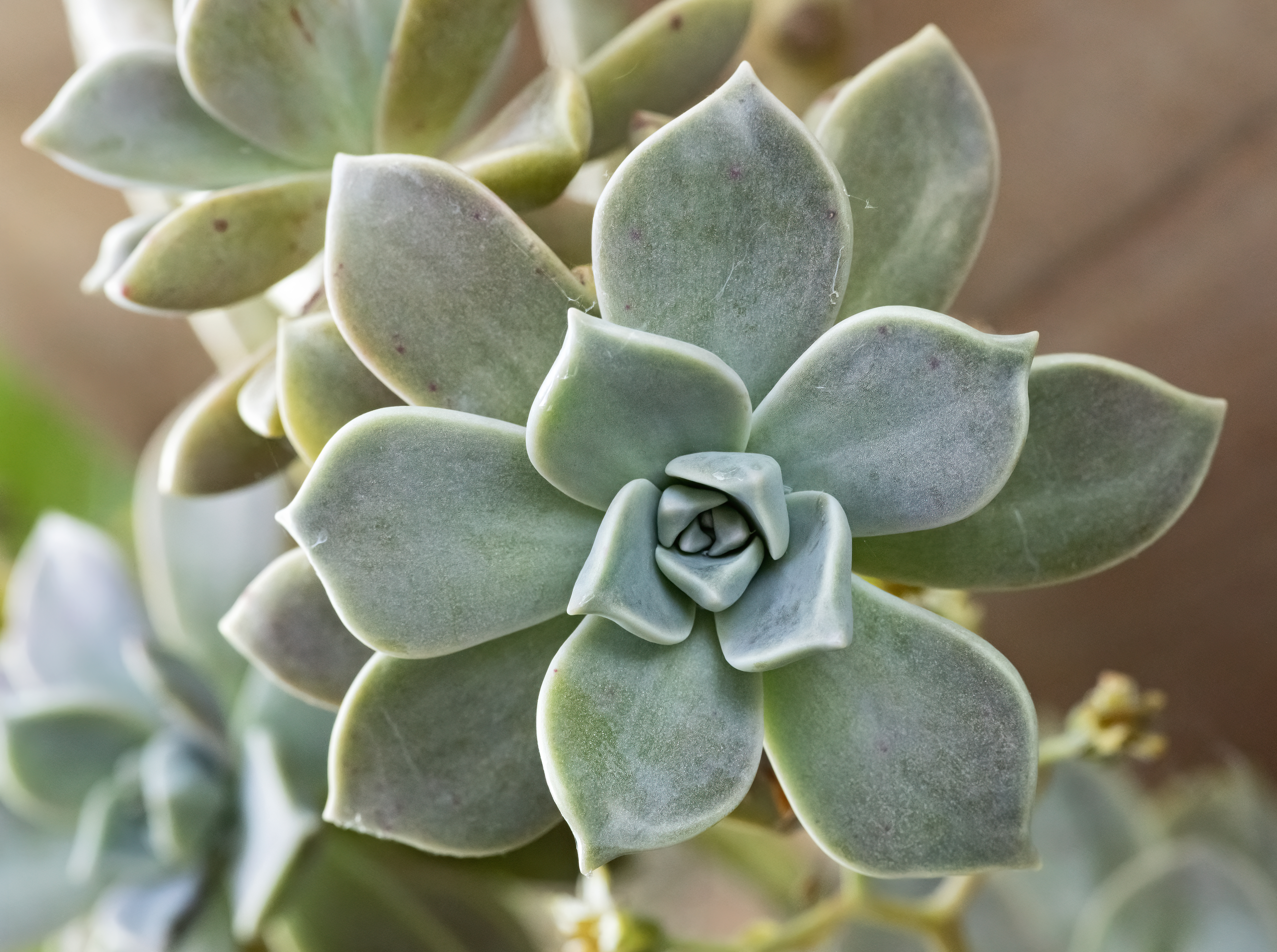
Graptopetalum paraguayense magazynuje wodę w liściach oraz przeprowadza fotosyntezę CAM umożliwiającą przetrwanie w warunkach suszy

Odporność roślin na suszę, odporność roślin na deficyt wody – zdolność roślin do przetrwania w środowisku, które nie zapewnia odpowiedniej ilości wody dla organizmu. Mechanizmy zapewniające przetrwanie mogą mieć charakter morfologiczny, fizjologiczny i biochemiczny. Część mechanizmów odpornościowych ma charakter adaptacji, cechy dziedziczone, a część charakter aklimatyzacji, cech pojawiających się w warunkach stresu nie przekazywanych na kolejne pokolenia. Wyróżniane są dwie strategie odporności na suszę. Pierwsza z nich polega na przeciwdziałaniu odwodnieniu, rośliny stosujące taką strategię nazywane są roślinami homeohydrycznymi. Druga strategia polega na tolerowaniu odwodnienia, rośliny stosujące taką strategię nazywane są roślinami poikilohydrycznymi. Susza może mieć charakter suszy atmosferycznej, czyli niskiej względnej wilgotności powietrza, suszy glebowej, czyli niskiej zawartości wody w glebie albo suszy fizjologicznej, związanej z zasoleniem gleby lub zamarznięciem wody w glebie.

## Mechanizmy na poziomie organizmu
Strategia przeciwdziałania na poziomie organizmu polega na wykształceniu przystosowań w budowie zapewniających sprawne pobieranie wody nawet z dużych głębokości, magazynowaniu wody w organizmie w tkance wodnej, ograniczenie transpiracji. Pobieranie wody z głębszych warstw gleby umożliwia palowy system korzeniowy. Ograniczenie strat wody możliwe jest wykształceniu liści w formie szpilek, grubej warstwie kutykuli lub gęstemu kutnerowi. Wzrost organów nadziemnych, głównie powierzchni liści w warunkach suszy zostaje zahamowany. Rozrasta się system korzeniowy. Znaczny deficyt wody prowadzi do przedwczesnego zrzucania liści co dodatkowo ogranicza straty w wyniku transpiracji. Zwiększona synteza substancji lipidowych, wchodzących w skład kutykuli chroni organy nadziemne przed parowaniem. Ważną rolę w indukcji mechanizmów obronnych w czasie suszy pełni kwas abscysynowy. Przedłużająca się susza prowadzi do więdnięcia rośliny lub organów, które po pewnym czasie jest procesem nieodwracalnym (więdnięcie trwałe). 
Szczególnym sposobem unikania suszy jest bardzo krótki cykl rozwojowy, umożliwiający efemerydom wydanie owoców i nasion, w krótkim okresie sprzyjających warunków środowiska.

## Mechanizmy na poziomie komórki
Unikanie odwodnienia na poziomie komórki polega na zwiększeniu zdolności cytoplazmy do zatrzymywania wody, czyli właściwej osmoregulacji. W komórkach gromadzona jest większa ilość jonów, głównie K+ oraz wytwarzane są substancje drobnocząsteczkowe takie jak prolina, glicyna, betaina, trehaloza, pinitol. Dzięki obniżeniu potencjału wody, zostaje ona zatrzymana w komórce.
Tolerowanie deficytu wody wiąże się z syntezą proliny, betainy, dehydryny i osmotyny. Wszystkie te związki chronią struktury komórkowe zapewniając integralność błon oraz zapobiegają denaturacji białek. Dodatkowo w błonach komórki część fosfolipidów zastępowana jest sterolami, wzrasta także udział nasyconych kwasów tłuszczowych. Ze względu na zaburzenie metabolizmu konieczna jest również synteza związków zapewniających ochronę przez stresem oksydacyjnych. Wytwarzane są dodatkowe karotenoidy, glutation, kwas askorbinowy. Wzrasta aktywność peroksydaz, katalaz i dysmutazy ponadtlenkowej.